# Pacifische jan-van-gent
De Pacifische jan-van-gent (Morus serrator) is een vogel uit de familie van Genten (Sulidae). De Pacifische jan-van-gent is geen bedreigde diersoort.

## Kenmerken
De Pacifische jan-van-gent lijkt sterk op de Kaapse jan-van-gent en de noordelijke jan-van-gent die in Canada en Europa broedt. Hij heeft dezelfde afmetingen en bijna dezelfde zwart wit verdeling in het verenkleed. De Pacifische jan-van-gent heeft, net als de Kaapse jan-van-gent, een donkere band over de achterkant van de vleugel en heeft zwarte middelste staartpennen (zie foto).

## Verspreiding
Het is een zeevogel met een verspreidingsgebied in het Grote Oceaan-gebied. De broedkolonies bevinden zich voor de kunst van Victoria, Tasmanië (Australië) en Nieuw-Zeeland.

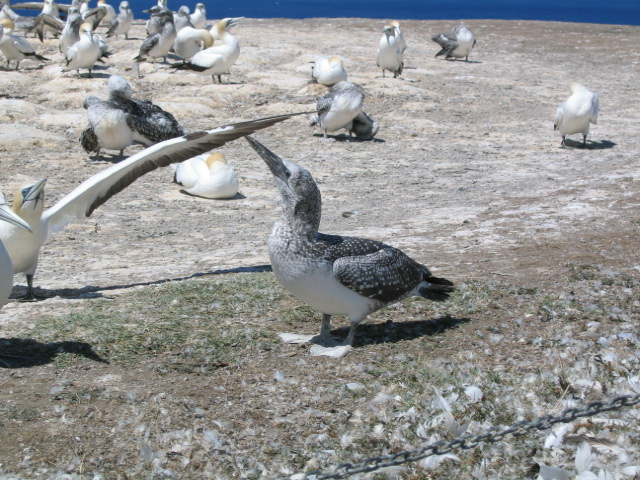
Onvolwassen vogel
- Video van een luidruchtige kolonie
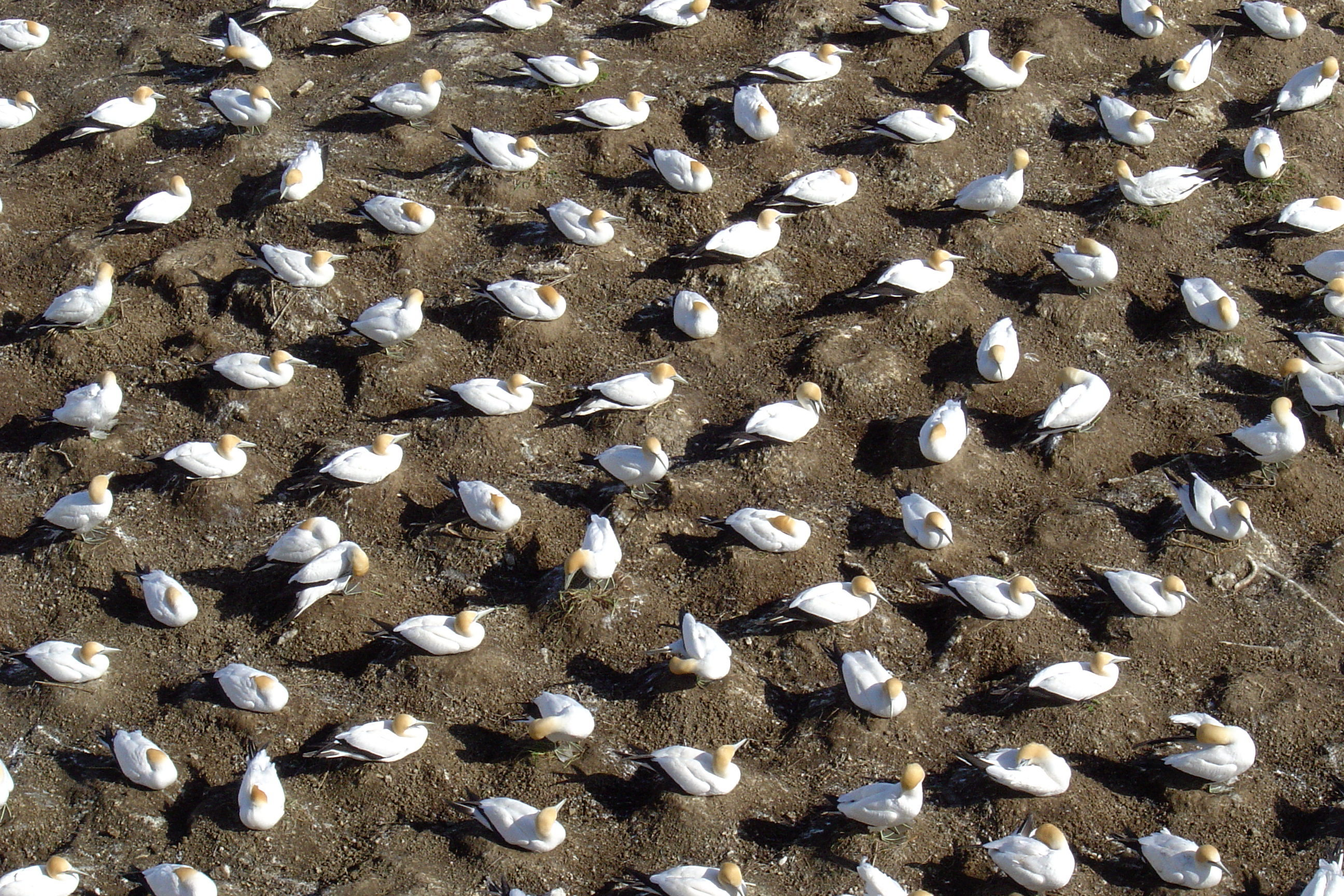
Dichte kolonie op Muriwai
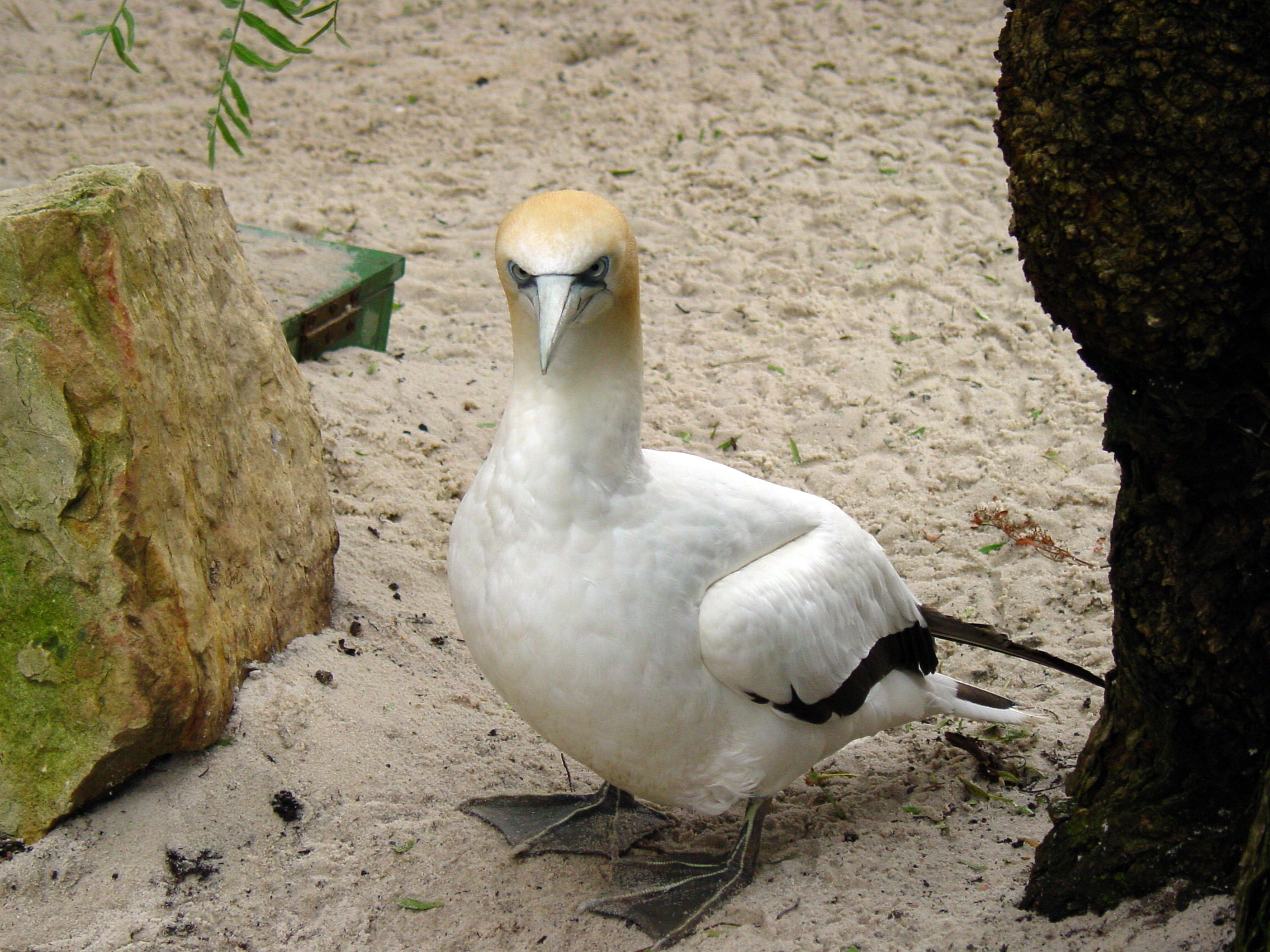
In de dierentuin van Melbourne